# Episodi di Young & Hungry - Cuori in cucina (prima stagione)
La prima stagione della serie televisiva Young & Hungry è stata trasmessa in prima visione assoluta negli Stati Uniti dal 25 giugno 2014 al 27 agosto 2014, sul canale ABC Family.
In Italia la stagione è stata trasmessa dall'11 al 22 luglio 2016 su Rai 3.
| Nº            | Titolo originale                         | Titolo italiano                        | Prima TV USA   | Prima TV Italia | Ascolti (Rai 3) | Ascolti (Rai 3) |
| ------------- | ---------------------------------------- | -------------------------------------- | -------------- | --------------- | --------------- | --------------- |
| 1             | Pilot                                    | Il colloquio                           | 25 giugno 2014 | 11 luglio 2016  | 578.000         | 3.28%           |
| 2             | Young & Ringless                         | Giovane e senza anello                 | 2 luglio 2014  | 12 luglio 2016  | 412.000         | 2.34%           |
| 3             | Young & Lesbian                          | Giovane e gay                          | 9 luglio 2014  | 13 luglio 2016  | 548.000         | 3.03%           |
| 4             | Young & Pregnant                         | Giovane e incinta                      | 16 luglio 2014 | 14 luglio 2016  | 610.000         | 3.32%           |
| 5             | Young & Younger                          | Giovane e giovanissimo                 | 23 luglio 2014 | 15 luglio 2016  | 395.000         | 2.18%           |
| 6             | Young & Punchy                           | Giovani e confusi                      | 30 luglio 2014 | 18 luglio 2016  | 549.000         | 2.98%           |
| 7             | Young & Secret                           | Giovane e segreto                      | 6 agosto 2014  | 19 luglio 2016  | 475.000         | 2.65%           |
| 8             | Young & Car-less                         | Giovane e senza macchina               | 13 agosto 2014 | 20 luglio 2016  | 504.000         | 2.96%           |
| 9             | Young & Getting Played                   | Giovane e raggirata                    | 20 agosto 2014 | 21 luglio 2016  | 484.000         | 3.00%           |
| 10            | Young & Thirty (...and getting married!) | Giovane e trentenne... e quasi sposato | 27 agosto 2014 | 22 luglio 2016  | 519.000         | 3.12%           |
| Media ascolti | Media ascolti                            | Media ascolti                          | Media ascolti  | Media ascolti   | 507.000         | 2.88%           |